# Los Andes (Carchi)
Los Andes ist eine Ortschaft und eine Parroquia rural („ländliches Kirchspiel“) im Kanton Bolívar der ecuadorianischen Provinz Carchi. Die Parroquia besitzt eine Fläche von 61,11 km². Die Einwohnerzahl lag im Jahr 2010 bei 2260.

## Lage
Die Parroquia Los Andes liegt in den Anden im Norden von Ecuador. Entlang der südlichen Verwaltungsgrenze fließen der Río Apaquí und der Río Chota nach Westen. Der 2630 m hoch gelegene Hauptort Los Andes befindet sich an der Fernstraße E35 (Ibarra–Tulcán) 3,5 km westsüdwestlich vom Kantonshauptort Bolívar.
Die Parroquia Los Andes grenzt im Osten an die Parroquia Bolívar, im Südosten an die Parroquia San Rafael, im Süden an die Provinz Imbabura mit den Parroquias Pimampiro (Kanton Pimampiro) und Ambuquí (Kanton Ibarra), im Westen an die Parroquia San Vicente de Pusir sowie im Norden an die Parroquia Garcia Moreno.

## Orte und Siedlungen
Die Parroquia Los Andes besteht aus folgenden Barrios: Centro, El Pailón, La Cruz und San Rafael. Außerdem gehören folgende Comunidades zur Parroquia: Cayales, Chulunguasi, Cunquer, El Izal, El Salto, La Piedra, Piquiucho und San Pedro de la Cangahua.

## Geschichte
Ursprünglich gab es den Caserío Mumiar, das in den 1870er Jahren zu einer Vize-Parroquia aufstieg. Am 24. Dezember 1880 wurde schließlich die Parroquia unter der Bezeichnung "San Pedro de Piquer" gegründet. Am 1. Oktober 1912 erhielt die Parroquia ihren heutigen Namen. Die Parroquia Los Andes gehörte ab 1905 zum Kanton Montúfar. Am 12. November 1985 wurde die Parroquia in den neu geschaffenen Kanton Bolívar überführt.